# Битва при Луке
Битва при Луке (нем. Schlacht bei Lucka) — сражение между армией Священной Римской Империи и правителя Мейсенской марки Фридриха I, состоявшееся 31 мая 1307 года у деревни Лука в Тюрингии. Закончилось победой Фридриха I.

## Предыстория
В 1261 г. ландграф Тюрингии и пфальцграф Саксонии Генрих III учредил для своего младшего сына Дитриха маркграфство Ландсберг в западной Лужице, не получив одобрения императора Священной Римской империи. Дальнейшие 30 лет владение плавно переходило от одного представителя Веттинов к другому.
В 1291 г. братья Фридрих I и Дицман из рода Веттинов захватили владения умершего родственника Фридриха Туты, среди которых был и Ландсберг, что вызвало негативную реакцию их отца Альбрехта II, который позже вопреки обещанию перераспределил свои владения в обход сыновей, и императора СРИ Адольфа (считавшего эти земли неотчуждаемыми фьефами). В 1294 г. Адольф купил у Альбрехта II ландграфство Тюрингия и Остерланд.
После смещения Адольфа в 1298 г. Фридрих и Дицман отвоевали родовые земли, но спор продолжился и при новом правителе СРИ Альбрехте I, решившем завладеть «возвращёнными» землями Веттинов. В 1307 г. была начата военная кампания против Фридриха.

## Ход сражения
Войска встретились у деревни Лука, где ведомая бургграфом Нюрнберга Фридрихом IV имперская армия была разбита. Командовавший ополчением имперских городов Плейсснерланда Фридрих IV фон Шёнбург-Криммичау, чей род являлся злейшим противником Веттинов, был взят в плен.

## Последствия
Победа гарантировала власть Веттинов над регионом. Жители Луки считают, что после победы их деревня получила городской устав.
В Саксонии существовала поговорка: «Вы добьётесь успеха, как швабы при Луке», подразумевающая: «Это не сработает». Судя по всему, выражение появилось после сражения из-за существенной доли в имперской армии представителей герцогства Швабия.